# Совет при Президенте Российской Федерации по противодействию коррупции
Совет при Президенте Российской Федерации по противодействию коррупции действует  с 2008 года.

## История
Ранее в 2003—2007 гг. действовал Совет при Президенте Российской Федерации по борьбе с коррупцией — совещательный орган при Президенте Российской Федерации, образованный в целях оказания содействия Президенту Российской Федерации в реализации его конституционных полномочий. Образован Указом Президента Российской Федерации от 24 ноября 2003 г. № 1384 (этим же Указом утверждено Положение о Совете). Указ о создании Совета признан утратившим силу Указом Президента Российской Федерации от 3 февраля 2007 г. № 129.
Функции Совета (в соответствии с Положением о Совете, утвержденным Указом Президента Российской Федерации от 24 ноября 2003 г. № 1384)
- вносит предложения Президенту Российской Федерации о составе Комиссии по противодействию коррупции и о составе Комиссии по разрешению конфликта интересов (обе комиссии создаются при Совете);
- заслушивает ежегодно доклад Генерального прокурора Российской Федерации о состоянии дел в сфере борьбы с коррупцией;
- рассматривает подготовленные Комиссией по противодействию коррупции предложения по предупреждению и пресечению коррупции в федеральных органах государственной власти, органах государственной власти субъектов Российской Федерации и органах местного самоуправления;
- представляет ежегодно доклад Президенту Российской Федерации о результатах своей работы.

Состав Совета по должностям был установлен Положением о Совете, утвержденным Указом Президента Российской Федерации от 24 ноября 2003 г. № 1384.
1. Председатель Правительства Российской Федерации (до 24 февраля 2004 г. — Касьянов Михаил Михайлович, с 5 марта по 7 мая 2004 г. и с 12 мая 2004 г. — Фрадков Михаил Ефимович)
2. Председатель Совета Федерации Федерального Собрания Российской Федерации (Миронов Сергей Михайлович)
3. Председатель Государственной Думы Федерального Собрания Российской Федерации (до 29 декабря 2003 г. — Селезнёв Геннадий Николаевич, с 29 декабря 2003 г. — Грызлов Борис Вячеславович)
4. Председатель Конституционного Суда Российской Федерации (Зорькин Валерий Дмитриевич)
5. Председатель Верховного Суда Российской Федерации (Лебедев Вячеслав Михайлович)
6. Председатель Высшего Арбитражного Суда Российской Федерации (до 1 января 2005 г. — Яковлев Вениамин Фёдорович, с 26 января 2005 г. — Иванов Антон Александрович)

Согласно Положению, члены Совета участвуют в его заседаниях лично и не вправе делегировать свои полномочия другим лицам. Члены Совета председательствуют на его заседаниях поочередно, при этом очередность определяется Советом. По решению Президента Российской Федерации заседания Совета могут проводиться под его председательством.

## Состав
По состоянию на 26 июня 2023 года:
1. Путин Владимир Владимирович —  Президент Российской Федерации (председатель Совета)
2. Бастрыкин Александр Иванович — Председатель Следственного комитета Российской Федерации
3. Бортников Александр Васильевич — директор ФСБ России
4. Брычёва Лариса Игоревна — помощник Президента Российской Федерации – начальник Государственно-правового управления Президента Российской Федерации
5. Вайно Антон Эдуардович — Руководитель Администрации Президента Российской Федерации
6. Григоренко Дмитрий Юрьевич — Заместитель Председателя Правительства Российской Федерации – Руководитель Аппарата Правительства Российской Федерации
7. Зорькин Валерий Дмитриевич — Председатель Конституционного Суда Российской Федерации (по согласованию)
8. Катырин Сергей Николаевич — президент Торгово-промышленной палаты Российской Федерации, член центрального штаба Общероссийского общественного движения «НАРОДНЫЙ ФРОНТ «ЗА РОССИЮ» (по согласованию)
9. Колокольцев Владимир Александрович — Министр внутренних дел Российской Федерации
10. Котяков Антон Олегович — Министр труда и социальной защиты Российской Федерации
11. Краснов Игорь Викторович — Генеральный прокурор Российской Федерации (по согласованию)
12. Кудрин Алексей Леонидович — Председатель Счетной палаты Российской Федерации (по согласованию)
13. Лебедев Вячеслав Михайлович — Председатель Верховного Суда Российской Федерации (по согласованию)
14. Миронов Дмитрий Юрьевич — помощник Президента Российской Федерации
15. Михеева Лидия Юрьевна — секретарь Общественной палаты Российской Федерации (по согласованию)
16. Окорокова Галина Павловна — президент частного образовательного учреждения высшего образования «Курский институт менеджмента, экономики и бизнеса» (по согласованию)
17. Орешкин Максим Станиславович — помощник Президента Российской Федерации
18. Пискарёв Василий Иванович — председатель Комитета Государственной Думы по безопасности и противодействию коррупции (по согласованию)
19. Руденко Виктор Николаевич — заместитель председателя Уральского отделения Российской академии наук по научно-организационной работе, академик Российской академии наук (по согласованию)
20. Собянин Сергей Семёнович — мэр Москвы (по согласованию)
21. Травников Максим Александрович — начальник Управления Президента Российской Федерации по вопросам государственной службы, кадров и противодействия коррупции
22. Хабриева Талия Ярулловна — директор федерального государственного научно-исследовательского учреждения «Институт законодательства и сравнительного правоведения при Правительстве Российской Федерации», академик Российской академии наук
23. Чиханчин Юрий Анатольевич — директор Росфинмониторинга
24. Чуйченко Константин Анатольевич — Министр юстиции Российской Федерации
25. Шальков Дмитрий Владиславович — помощник Президента Российской Федерации – начальник Контрольного управления Президента Российской Федерации
26. Якобсон Лев Ильич — вице-президент федерального государственного автономного образовательного учреждения высшего образования «Национальный исследовательский университет «Высшая школа экономики» (по согласованию)
27. Яцкин, Андрей Владимирович — первый заместитель Председателя Совета Федерации Федерального Собрания Российской Федерации (по согласованию)

Жирным шрифтом отмечены те, кто входит в состав президиума Совета при Президенте Российской Федерации по противодействию коррупции.

## Практическая деятельность
Деятельность Совета может рассматриваться как форма частно-государственного партнёрства в сфере противодействия коррупции.
Одним из главных результатов деятельности Совета стала разработка Национального плана противодействия коррупции, принятого, в первой версии, 13 июл 2008 года. В рамках Национального плана противодействия коррупции Советом были определены список законодательных и нормативных актов, необходимых для принятия. Впоследствии, Национальный Совет продолжил разработку новых версий плана.